# جيمس برودريك
جيمس برودريك (بالإنجليزية: James Broderick)‏ مواليد 7 مارس 1927 في نيوهامبشير، الولايات المتحدة - الوفاة 1 نوفمبر 1982 في نيو هيفن، الولايات المتحدة، هو ممثل أمريكي بدأ مسيرته الفنية سنة 1950. من أعماله عصر يوم قائظ. امتدت مسيرته الفنية لأكثر من 32 عاما.

## روابط خارجية
- جيمس برودريك على موقع IMDb (الإنجليزية)
- جيمس برودريك على موقع ألو سيني (الفرنسية)
- جيمس برودريك على موقع أول موفي (الإنجليزية)
- جيمس برودريك على موقع قاعدة بيانات برودواي على الإنترنت (الإنجليزية)
- جيمس برودريك على موقع قاعدة بيانات الأفلام السويدية (السويدية)
- جيمس برودريك على موقع إن إن دي بي (الإنجليزية)
- جيمس برودريك على موقع قاعدة بيانات الفيلم (الإنجليزية)